# Peruviaanse algemene verkiezingen 1963
De Peruviaanse algemene verkiezingen in 1963 vonden plaats op 9 juni.
Tijdens de verkiezingen werd Fernando Belaúnde Terry voor het eerst gekozen tot nieuwe president van Peru; vanaf 1980 diende hij een tweede termijn. Tijdens de verkiezingen werd hij gesteund door Actie van het Volk en de Christendemocratische Partij. Verder werden Edgardo Seoane Corrales en Mario Polar Ugarteche de twee nieuwe vicepresidenten van Peru.
Met deze verkiezingen werd er vooralsnog voor het laatst een democratische regering gekozen, omdat Juan Velasco Alvarado in 1968 de macht greep. De eerstvolgende democratische verkiezingen waren de constituerende verkiezingen van 1978; tijdens de algemene verkiezingen van 1980 werd er weer voor het eerst een Kamer van Afgevaardigden, een Senaat en een president van Peru gekozen.

## Uitslag

### Presidentsverkiezingen
Hieronder volgen de kandidaten die in de eerste ronde meer dan 1% van de stemmen behaalden:
| Kandidaat                    | Alliantie/partij                                | Stemmen   | %    |
| ---------------------------- | ----------------------------------------------- | --------- | ---- |
| Fernando Belaúnde Terry      | Actie van het Volk-Christendemocratische Partij | 708,662   | 39.1 |
| Víctor Raúl Haya de la Torre | Amerikaanse Populaire Revolutionaire Alliantie  | 623,501   | 34.4 |
| Manuel A. Odría              | Odriïstische Nationale Unie                     | 463,085   | 25.5 |
| Mario Samamé Boggio          | Unie van het Volk                               | 19,320    | 1.1  |
| Ongeldige stemmen            | Ongeldige stemmen                               | 139,716   | -    |
| Totaal                       | Totaal                                          | 1,954,284 | 100  |
| Geregistreerde kiezers       | Geregistreerde kiezers                          | 2,070,718 | 94.4 |

### Kamer van Afgevaardigden
Hieronder volgt een overzicht van partijen en allianties die meer dan 1% van de stemmen behaalden:
| Alliantie/partij                               | Zetels |
| ---------------------------------------------- | ------ |
| Amerikaanse Populaire Revolutionaire Alliantie | 56     |
| Actie van het Volk                             | 39     |
| Odriïstische Nationale Unie                    | 26     |
| Christendemocratische Partij                   | 10     |
| Verenigd Links                                 | 3      |
| Pradistische Democratische Beweging            | 2      |
| Onafhankelijken                                | 3      |
| Totaal                                         | 139    |

### Senaat
Hieronder volgt een overzicht van partijen en allianties die meer dan 1% van de stemmen behaalden:
| Alliantie/partij                               | Zetels |
| ---------------------------------------------- | ------ |
| Amerikaanse Populaire Revolutionaire Alliantie | 18     |
| Actie van het Volk                             | 15     |
| Odriïstische Nationale Unie                    | 7      |
| Christendemocratische Partij                   | 5      |
| Totaal                                         | 45     |